# Doctrine Clinton
 (février 2022).
La mise en forme du texte ne suit pas les recommandations de Wikipédia : il faut le « wikifier ».
Les points d'amélioration suivants sont les cas les plus fréquents. Le détail des points à revoir est peut-être précisé sur la page de discussion.
- Les titres sont pré-formatés par le logiciel. Ils ne sont ni en capitales, ni en gras.
- Le texte ne doit pas être écrit en capitales (les noms de famille non plus), ni en gras, ni en italique, ni en « petit »…
- Le gras n'est utilisé que pour surligner le titre de l'article dans l'introduction, une seule fois.
- L'italique est rarement utilisé : mots en langue étrangère, titres d'œuvres, noms de bateaux, etc.
- Les citations ne sont pas en italique mais en corps de texte normal. Elles sont entourées par des guillemets français : « et ».
- Les listes à puces sont à éviter, des paragraphes rédigés étant largement préférés. Les tableaux sont à réserver à la présentation de données structurées (résultats, etc.).
- Les appels de note de bas de page (petits chiffres en exposant, introduits par l'outil «  Source ») sont à placer entre la fin de phrase et le point final[comme ça].
- Les liens internes (vers d'autres articles de Wikipédia) sont à choisir avec parcimonie. Créez des liens vers des articles approfondissant le sujet. Les termes génériques sans rapport avec le sujet sont à éviter, ainsi que les répétitions de liens vers un même terme.
- Les liens externes sont à placer uniquement dans une section « Liens externes », à la fin de l'article. Ces liens sont à choisir avec parcimonie suivant les règles définies. Si un lien sert de source à l'article, son insertion dans le texte est à faire par les notes de bas de page.
- La présentation des références doit suivre les conventions bibliographiques. Il est recommandé d'utiliser les modèles {{Ouvrage}}, {{Chapitre}}, {{Article}}, {{Lien web}} et/ou {{Bibliographie}}. Le mode d'édition visuel peut mettre en forme automatiquement les références.
- Insérer une infobox (cadre d'informations à droite) n'est pas obligatoire pour parachever la mise en page.

Pour une aide détaillée, merci de consulter Aide:Wikification.
Si vous pensez que ces points ont été résolus, vous pouvez retirer ce bandeau et améliorer la mise en forme d'un autre article.
La doctrine Clinton est une doctrine non-officielle du gouvernement américain issue de l'interprétation des priorités de politique étrangère sous la présidence de Bill Clinton aux États-Unis entre 1993 et 2001.  

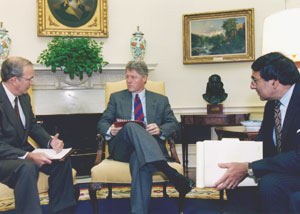
Anthony Lake, Bill Clinton et Leon Panetta dans le Bureau Ovale de la Maison-Blanche, le 11 octobre 2001.

Cette doctrine est caractérisée en particulier par la notion d'enlargement développée par Anthony Lake, conseiller à la sécurité nationale. Cette notion s'oppose à celle d'endiguement (containment) en vigueur pendant la guerre froide. Par celle-là, Clinton souhaite inclure le plus de pays possibles dans le giron américain de la démocratie et de l'économie de marché (les deux étant vus comme liés). 
C'est aussi sous cette doctrine que les États-Unis sont qualifiés de « gendarmes du monde ». 

## Contexte
Bill Clinton prend le poste de président en 1993, deux ans après la chute de l'URSS, c'est-à-dire la fin de « menace soviétique » qui était l'axe majeur de politique étrangère depuis 1947 et la doctrine Truman.
De même, le monde se mondialise, a un accès de plus en plus large à l'information par les nouvelles technologies et les États-Unis, prospères économiquement, entrent donc dans une nouvelle ère. Dans ce cadre inédit, Bill Clinton estime alors qu'il faut « une nouvelle politique de sécurité » (« we need a new strategy of security »).

## Déclarations de Bill Clinton
Plusieurs discours de Clinton peuvent être considérés comme énonçant doctrine.

### Discours de San Francisco le26 février 1999: explications du rôle des États-Unis dans les conflits
Devant le conseil des affaires internationales, dans le Grand Hyatt Hotel de San Francisco, Bill Clinton exprime sa vision de l'interventionnisme américain.
D'abord, il assume que les interventions des États-Unis ne sont pas pour le bénéfice direct de la nation américaine.
« We really have no interests in who lives in this or that valley in Bosnia, or who owns a strip of brushland in the Horn of Africa, or some piece of parched earth by the Jordan River. »
— Bill Clinton
        
« Les États-Unis n'ont vraiment aucun intérêt aux habitants de telle ou telle vallée de Bosnie, ou aux propriétaires de terres en friche dans la Corne de l'Afrique ou asséchées au bord de la rivière du Jourdain. La réelle mesure de nos intérêts ne s'effectue pas en fonction de la taille ou de la distance des lieux. »
Et il développe le rôle que doivent tenir les États-Unis dans les conflits du monde.
« The true measure of our interests lies not in how small or distant these places are, or in whether we have trouble pronouncing their names.  The question we must ask is, what are the consequences to our security of letting conflicts fester and spread.  We cannot, indeed, we should not, do everything or be everywhere. »
— Bill Clinton
        
« La question que nous devrions poser est de savoir quelles sont les conséquences pour notre sécurité de laisser des conflits s'envenimer et s'étendre. Nous ne pouvons pas, ou plutôt, ne devrions pas agir sur tout, partout. Mais là où nos intérêts et nos valeurs sont en jeu, et là ou nous pouvons changer les choses, nous devons être prêts à le faire. »

### Stratégie de sécurité nationalede l'an 2000: ajout de la notion d'«intérêt humanitaire»
Publiée en décembre 2000, la septième (et dernière) Stratégie sécurité nationale de Clinton explicite les objectifs visés par la stratégie d'enlargement. Il détaille ainsi dans quels cas les États-Unis se doivent d'intervenir militairement en marquant la différence entre trois types d'intérêts nationaux américains : les intérêts vitaux, les intérêts importants et les intérêts humanitaires. 
D'abord, il détaille ce que sont les intérêts nationaux vitaux : 
« Vital interests are those directly connected to the survival, safety, and vitality of our 
nation. »
— Bill Clinton
        
« Les intérêts vitaux sont ceux directement liés à la survie, à la sécurité et à la vitalité de notre nation. »
Puis, il décrit les intérêts nationaux importants comme ceux qui :  
« affects our national well being or that of the world in which we live. Principally, this may include developments in regions where America holds a significant economic or political stake, issues with significant global environmental impact, infrastructure disruptions that destabilize economic activity, and crises that could cause humanitarian movement. »
— Bill Clinton
        
« affectent la prospérité du pays ou celle du monde entier. Dans les intérêts nationaux d'importance, s'y trouvent par exemple les régions dans lesquelles nous avons un enjeu économique ou politique d'envergure, les problèmes environnementaux mondiaux, les perturbations d'infrastructures, et les crises qui généreraient un mouvement humain. »
Enfin, Clinton décrit les « intérêts humanitaires », nouveaux types d'enjeux qui forcent la nation américaine à agir. 
« Examples include reacting to natural and manmade disasters; acting to halt gross violations of human rights; supporting emerging democracies; encouraging adherence to the rule of law and civilian control of the military; promoting sustainable development and environmental protection; or facilitating humanitarian demining. »
— Bill Clinton
        
« Cela inclut par exemple : une réponse aux catastrophes naturelles et industrielles, la promotion des droits humains et l'arrêt de leurs violations, l'aide à la démocratisation, au respect de l'état de droit et au contrôle démocratique de l'armée, la promotion du développement durable et de la protection de l'environnement ou l'aide au déminage humanitaire. »
Enfin, le président estime que ne pas intervenir militairement doit être une priorité, qui est meilleure tant pour éviter les pertes humaines que pour des pertes d'argent massives.

## Critiques de la doctrine

### Un interventionnisme à géométrie variable[9]
La posture interventionniste forte des États-Unis (lors des guerres de Yougoslavie, ou lors de l'opération Serpent Gothique) fut critiquée pour ne pas être assumée lors du génocide rwandais de 1994 qui fit 800 000 morts en un mois. Bill Clinton réagit aux critiques en assumant que « les États-Unis et le monde ont laissé tomber les Rwandais »,.

### Un délaissement des institutions internationales
Certains spécialistes estiment que les Américains ont usé de leur leadership (l'« hyperpuissance » américaine) afin de s'imposer dans les institutions internationales en assignant leurs propres intérêts nationaux aux intérêts globaux de paix et d'équilibre.

### Divergences des intérêts
Pour certains spécialiste, dont Samuel Huntington, la chute de l'URSS a fait perdre aux États-Unis un élément de cohésion national fort qui guidait la politique étrangère. Ainsi, sous Clinton, le pays serait fragmenté entre intérêts divergents face au manque de menaces réelles.